# Francesco Pettorelli Lalatta
Francesco Pettorelli Lalatta (Parma, 12 febbraio 1712 – Parma, 2 maggio 1788) è stato un vescovo cattolico italiano.

## Biografia
Francesco Pettorelli Lalatta nacque a Parma dal conte Angelo Ugolino e da Caterina Del Monte. Intraprese gli studi ecclesiastici presso il seminario di Parma mostrando una certa predisposizione per le materie storiche, letterarie e giuridiche: più avanti negli anni fece infatti parte dell’Accademia dell’Arcadia Parmense. Il 12 marzo 1735 conseguì la laurea in teologia; fu ordinato sacerdote il 31 marzo 1736, e a partire dal 1740 fu arcidiacono della Cattedrale nonché vicario vescovile, carica che lo vide per diversi anni collaborare col vescovo Camillo Marazzani. Alla morte di quest'ultimo, per suggerimento del duca di Parma, fu chiamato a reggere la diocesi. Il 15 dicembre 1760 fu eletto vescovo da papa Clemente XIII, e il 21 dello stesso mese fu consacrato in Roma. Il suo insediamento a Parma ebbe luogo il 1º marzo 1761.
Il Pettorelli svolse un’intensa attività pastorale, visitando più volte, nel corso del suo episcopato, le diverse realtà della diocesi di Parma. Fu anche autore di diverse pubblicazioni teologiche.
Ebbe un rapporto di cordiale amicizia col duca di Parma e il suo ministro Guillaume du Tillot, di cui non disdegnava l’ospitalità e i doni, al contrario del Marazzani, suo predecessore. Sicuramente per il Du Tillot fu fondamentale la presenza di un vescovo poco battagliero e incline al compromesso per portare avanti la sua politica di riforme contro i privilegi ecclesiastici. Dal canto suo il Pettorelli intendeva in tal modo ottenere dal duca un miglioramento delle condizioni economiche dei parroci poveri del Parmense.
Durante il suo episcopato l’ecclesiastico si trovò più volte tra due fuochi, da un lato la politica anticlericale del Du Tillot e dall’altro l’opposizione della Santa Sede. Il ministro parmense soppresse diversi conventi al fine d'incamerarne i beni, espulse i gesuiti, vietò, senza il consenso del duca, i ricorsi giudiziari ai tribunali esteri, tra i quali eran fatti rientrare anche quelli della curia romana.
Il Pettorelli fu accomodante anche in questioni minori riguardanti la diocesi: così, accordò il permesso per la visita annonaria in luoghi immuni, e fornì relazioni precise sui raccolti delle proprietà ecclesiastiche. Questo causò un certo malcontento da parte del clero locale nei suoi confronti.
Sempre in questa politica di compromesso rientra la permuta dei due Mezzani col castello di Felino e alcuni possedimenti della Camera ducale, che ebbe luogo nel 1763. Il vescovo di Parma era conte dei Mezzani dal medioevo, e questo territorio era da diversi decenni oggetto di disputa coi duchi di Parma in quanto esentato da tasse e per la sua posizione strategica al confine con lo stato di Milano e il ducato di Modena. La permuta si rivelò più vantaggiosa per il duca di Parma anche in termini economici.
La scomparsa del duca Filippo I e l’ascesa al potere del figlio Ferdinando portò notevoli cambiamenti. Il nuovo duca costrinse il Du Tillot a lasciare lo stato e decise di abbandonare la politica antiecclesiastica del padre; il Pettorelli si poté così dedicare tranquillamente all’esercizio del suo ministero. Il vescovo morì a Parma il 22 maggio 1788.

## Genealogia episcopale
La genealogia episcopale è:
- Cardinale Scipione Rebiba
- Cardinale Giulio Antonio Santori
- Cardinale Girolamo Bernerio, O.P.
- Arcivescovo Galeazzo Sanvitale
- Cardinale Ludovico Ludovisi
- Cardinale Luigi Caetani
- Cardinale Ulderico Carpegna
- Cardinale Paluzzo Paluzzi Altieri degli Albertoni
- Cardinale Gaspare Carpegna
- Cardinale Fabrizio Paolucci
- Cardinale Camillo Paolucci
- Vescovo Francesco Pettorelli Lalatta